# Last Evening On Earth
| Recensione        | Giudizio |
| ----------------- | -------- |
| The Arts Desk     | [ 1 ]    |
| Cultured Vultures | 8.5/10   |
| Financial Times   | [ 3 ]    |
| The Guardian      | [ 4 ]    |
| Loud and Quiet    | 6/10     |
| MusicOMH          | [ 5 ]    |

Last Evenings on Earth è il secondo album in studio della band londinese Melt Yourself Down. Segue l'omonimo debutto del 2013 e Live at the New Empowering Church, pubblicato per il Record Store Day nel 2014.
L'album prende il nome dalla raccolta di racconti del romanziere cileno Roberto Bolaño.

## Tracce
1. Dot to Dot – 4:27
2. The God of You – 3:45
3. Listen Out – 3:53
4. Communication – 1:27
5. Jump the Fire – 4:14
6. Bharat Mata – 5:04
7. Big Children (Gran Zanfan) – 4:46
8. Body Parts – 5:03
9. Yazzan Dayra – 3:41